# Renato Tosatti
Renato Tosatti (Genova, 23 novembre 1908 – Superga, 4 maggio 1949) è stato un giornalista italiano.

## Biografia
Nel 1926, all'età di 18 anni, venne assunto nella redazione de Il Giornale di Genova e successivamente come giornalista sportivo per Il Piccolo di Trieste. Collaboratore de La Gazzetta dello Sport e del Guerin Sportivo, nel 1946 si trasferì a Torino, come inviato sportivo della Gazzetta del Popolo; in quel periodo, con gli pseudonimi "Kid" e "Totò", scrisse per Tuttosport. Il 19 settembre 1947 fu pubblicato il libro Storia del Genoa di cui è coautore assieme ad Aldo Merlo. Nel 1949 morì nella Tragedia di Superga al seguito del Grande Torino. È sepolto vicino a Valentino Mazzola nel cimitero monumentale di Torino.
Sposatosi negli anni trenta, ebbe tre figli: Giorgio, Mirella e Marco; il primo ed il terzo hanno proseguito la carriera giornalistica del padre.